# UB-27号潜艇
陛下之UB-27号艇是德意志帝国海军于第一次世界大战期间建造的其中一艘UB-II型近岸潜艇或称U艇。它由不来梅的威悉船厂承建，于1916年2月10日下水，至当月23日交付使用。其艇载武器包括两具500毫米的艇艏鱼雷发射管以及一门50毫米口径甲板炮。UB-27号曾先后被部署至多支潜艇区舰队，并参与了大西洋潜艇战。在总共17次巡逻期间，该艇累计击沉了协约国或中立国的10艘商船和1艘辅助军舰，容积总吨为18091吨。1917年7月29日，UB-27号被普遍认为在洛斯托夫特以南的霍夫登海域遭英国海军鱼雷炮舰阿尔库俄涅号击沉，艇内22名官兵全数阵亡。

## 设计
第一次世界大战爆发后，随着U艇战形势的发展，UB-I型潜艇排水量过小、适航性不佳、推进系统可靠性低等问题愈发凸显。其水面航速甚至追不上商船，以5節（9.3每小時）航速潜航1小时后，蓄电池电能便会耗尽。它们甚至无力应对多佛尔海峡8至10節（15至19每小時）的海流。为此，潜艇监察局于1915年4月研发了UB-I型潜艇的放大版——UB-II型，并由德国国家海军办公室委托两家造船厂建造。其中UB-27号是由不来梅威悉船厂承建的第四艘，于1916年2月10日下水。
UB-27号的水面及水下排水量分别为265吨和291吨，全长36.13米，艇体采用单壳体加鞍形水柜构造。由于突破了铁路限界，舷宽也得以增至4.36米。该艇采用双桨驱动，具有更大的蓄电池容量和更高功率的发动机。其主机为两台奔驰六缸四冲程267匹公制馬力（196千瓦特）柴油机用于水面运行，以及两台280匹公制馬力（210千瓦特）的西门子-舒克特电动发电机用于水下航行；水面最高航速8.90節（16.48每小時），水下5.72節（10.59每小時）；能够在水面以5节航速续航7,200海里（13,300），或以4節（7.4每小時）连续在水下航行45海里（83）而无需充电。蓄电池被放置在中央潜柜的前方，以配平更重的发动机安装。其最大潜水深度为50米，潜没需时为30－45秒。
UB-27号的主武器为两具500毫米艇艏鱼雷发射管，采用层叠式布局，以实现可以创造最佳表面效率的舷弧设计；鱼雷携带量增至4枚，鱼雷威力亦显著提高。辅助武器是一门50毫米甲板炮。司令塔增加了一具潜望镜，并配备了1根两段式可伸缩通信桅杆，前水平舵外形也做了调整。其标准船员编制为2名军官加21名水兵。

## 服役历史
1916年2月23日，UB-27号在首次担任U艇艇长、时年29岁的海军中尉维克托·迪克曼的指挥下正式入役，随即展开海试。完成海试后，该艇曾先后被编入驻北海的第一、第二区舰队，驻波罗的海的第五区舰队,以及驻比利时的佛兰德区舰队，并参与了大西洋潜艇战。在其17次巡逻中，共计击沉协约国或中立国的10艘商船和1艘辅助军舰，容积总吨为18091吨。
1916年4月29日，在惠特本附近的苏特角东南约15海里（28）处，UB-27号用甲板炮向旺德尔号（SS Wandle）开火——这是一艘容积总吨为889吨、隶属于旺兹沃思、温布尔登与埃普索姆地区煤气公司的“烙铁”煤船。煤船与潜艇交战并双双幸免于难。但后来在英国，人们相信是旺德尔号击沉了UB-27号，船长G·E·A·马斯丁和他的船员受到了庆祝。
UB-27号于1917年7月22日后失踪。根据英国皇家海军鱼雷炮舰阿尔库俄涅号的报告，该舰于1917年7月29日在洛斯托夫特以南的霍夫登海域（52°47′N 2°24′E / 52.783°N 2.400°E）对一艘德国潜艇实施了撞击并投掷深水炸弹。然而这与UB-27号当时的命令不一致，沉没的证据也远非压倒性的。无论UB-27号的最终结局为何，艇内22名官兵均已全数遇难。

## 袭击历史摘要
| 日期          | 船名           | 船籍         | 吨位 | 结局       |
| ------------- | -------------- | ------------ | ---- | ---------- |
| 1916年4月28日 | 祝福号         | 英国         | 19   | 击沉       |
| 1916年4月28日 | 克里斯蒂安号   | 丹麦         | 227  | 击伤       |
| 1916年4月29日 | 水鸭号         | 英国         | 766  | 击沉       |
| 1916年4月29日 | 旺德尔号       | 英国         | 889  | 击伤       |
| 1916年4月30日 | 莫德号         | 挪威         | 664  | 击沉       |
| 1916年5月1日  | 里约布兰科号   | 巴西         | 2258 | 击沉       |
| 1916年5月2日  | 玛尔斯号       | 挪威         | 581  | 击沉       |
| 1916年5月2日  | 纪念品号       | 挪威         | 654  | 击沉       |
| 1916年5月2日  | 超凡号         | 挪威         | 770  | 击沉       |
| 1916年8月24日 | 奥尔巴尼公爵号 | 英國皇家海軍 | 1997 | 击沉       |
| 1916年8月27日 | 斯克亚尔雷格号 | 挪威         | 1019 | 缴作战利品 |
| 1916年10月7日 | 丘比特号       | 英国         | 2124 | 击伤       |
| 1916年10月8日 | 马格努斯号     | 英国         | 154  | 击沉       |
| 1917年3月12日 | 托德·法格伦号  | 挪威         | 4352 | 击沉       |
| 1917年3月14日 | 达万格号       | 挪威         | 5876 | 击沉       |

## 脚注
1. 1 2 3 4  Rössler，第54頁.
2. 1 2 3  Helgason, Guðmundur. . German and Austrian U-boats of World War I - Kaiserliche Marine - Uboat.net.   [2022-03-23].
3. 1 2 3  Gröner 1991，第23-25頁.
4. 1 2  Helgason, Guðmundur. . German and Austrian U-boats of World War I - Kaiserliche Marine - Uboat.net.   [29 January 2015].
5. ↑  Helgason, Guðmundur. . German and Austrian U-boats of World War I - Kaiserliche Marine - Uboat.net.   [29 January 2015].
6. ↑  Helgason, Guðmundur. . German and Austrian U-boats of World War I - Kaiserliche Marine - Uboat.net.   [29 January 2015].
7. 1 2 3  陈进，第47頁.
8. ↑  Rössler，第50頁.
9. 1 2 3  Helgason, Guðmundur. . German and Austrian U-boats of World War I - Kaiserliche Marine - Uboat.net.   [2015-01-29].
10. ↑  Helgason, Guðmundur. . German and Austrian U-boats of World War I - Kaiserliche Marine - Uboat.net.   [2011-06-18].
11. ↑  . Access to Archives. The National Archives.   [2011-06-18]. （原始内容存档于2013-10-29）.
12. ↑  Central Office of Information; for Ministry of Transport. . London: His Majesty's Stationery Office. 1947: 53–54.
13. ↑  Grant，第62頁.